# Бабст, Конрад Христофор
Конрад Христофор (Кондратий Кондратьевич, Кондрат Христианович) Бабст (нем. Konrad Christoph Babst; 1790 — 1 мая 1852 года, Илецкая защита) — генерал-майор Русской императорской армии; писатель

.

## Биография
Родился 23 июля (3 августа) 1790 года в 1790 году в Риге в дворянской семье. Его родителями были балтийский немец, купец Кристоф Конрад Бабст и его жена Анна Катарина, урожденная Беренс.
Изучал медицину в Геттингенском (1808 и 1810) и Йенском университетах. Затем поступил на военную службу в Русскую императорскую армию.
Участвовал в Отечественной войне 1812 года и заграничном походе Русской армии — был адъютантом Петра фон дер Палена. В 1817 году — штабс-ротмистр гвардейских конных егерей; в 1827 году переименован в подполковники и зачислен в Казанский драгунский полк; затем был переведён на службу в Оренбургский пограничный корпус. Был попечителем 6-го и 9-го Башкирских кантонов; 30 октября 1838 года произведён в полковники. В дальнейшем состоял при Отдельном Оренбургском корпусе; 16 июня 1844 года был назначен комендантом крепости Илецкой защиты (город Соль-Илецк).
Был уволен «за болезнью» в отставку с производством в генерал-майоры 24 января 1852 года.
За время службы награждён орденами Святого Георгия 4-й степени за 25 лет службы (3.12.1842), Святого Владимира 4-й степени с бантом (17.01.1814), Святой Анны 4-й степени (29.09.1813), а также прусским орденом «Pour le Mérite» (1813).
С юности занимался литературой, не делая, впрочем, из этого специальности; среди его сочинений наиболее известны нижеследующие:
- Albert v. Appeldern, Bischof von Liefland, und Peter der Grosse, Czaar von Russland, eine historische Skizze, durch die Säkulärfeier der hundertjährigen russischen Herrschaft veranlasst u. niedergeschrieben. — Göttingen, 1810.
- Lacedämon und Attica im peloponnesischen Kriege nach Tucydides. — Рига, 1812.
- Attila, le fléau du cinquième siècle. — СПб., 1812 (в русском переводе «Аттила — бич пятого века», с акцентом на события 1812 года).
- Quelques idées sur le service des chasseurs à cheval. — Рига, 1817.
- Skizzen von der asiatischen Grenze aus dem vorigen Jahrhundert, Mitteilungen aus den Briefen eines Rigensers (herausgegeben von Bernhard von Hollander // Ill. Beilage zur Rigaer Rundschau. — 1903. — № 10 folgende)
- Tagebücher aus den Jahren 1811—1818 (Manuskripte, 1912 im Besitz von Bernhard von Hollander)

Человек для того времени весьма просвещенный, полковник Бабст дал прекрасное начальное воспитание своим сыновьям и тщательно подготовил их к поступлению в средние учебные заведения. Одни из сыновей — Иван (1823—1881) стал историком, экономистом и заслуженным профессором Императорского Московского университета; другой сын Александр пошёл по стопам отца и избрав военную карьеру дослужился до генерал-майора и занимал должность военного судьи Московского военно-окружного суда.